# Невероятные приключения Билла и Теда
«Невероятные приключения Билла и Теда» (англ. Bill & Ted's Excellent Adventure) — американская научно-фантастическая комедия 1989 года.

## Сюжет
Далёкое будущее, 2688 год, городок Сан-Димас. Некий Руфус отправляется в прошлое на своей машине времени, замаскированной под телефонную будку, чтобы встретить Двух Великих — Билла С. Престона Эсквайра и Теда «Теодора» Логана, основателей группы «Wild Stallyns», музыка которых станет основой для утопического будущего. Руфус выяснил, что в 1988 году у друзей были проблемы с докладом по истории. Если они не сдадут его, их выкинут из школы, и группа не будет существовать.
Тем временем Билл и Тед готовятся к докладу, расспрашивая посетителей магазина Circle K о различных исторических личностях. Внезапно с неба падает телефонная будка, и Руфус представляется им. Вначале друзья относятся скептически к разговорам Руфуса, но они убеждаются в его правоте, когда рядом приземляется та же самая будка с ними же на борту. Билл и Тед из будущего объясняют ситуацию своим прошлым версиям и исчезают. Руфус объясняет, что эта машина путешествует по контурам истории и может доставить владельца куда угодно во времени. Они отправляются в Австрию, в 1805 год, и встречают там Наполеона Бонапарта, который готовится вести в битву Французские Имперские Войска. Вернувшись назад в 1988, Руфус оставляет парочке телефонную будку, сообщая им, что они могут свободно ей пользоваться, но только для того, чтобы сдать доклад по истории. Билл и Тед обнаруживают, что они случайно взяли с собой из прошлого Наполеона. Тогда им приходит идея: забрать из прошлого разных исторических личностей и спросить их, что они думают о современном Сан Димасе (тема доклада — что бы разные исторические персонажи думали о Сан Димасе). Оставив Наполеона на попечение младшему брату Теда, Дейкону, друзья отправляются в прошлое.
Сначала они забирают с собой Малыша Билли с Дикого Запада и Сократа из Древней Греции. После они отправляются в Англию XV века. Там они видят принцесс Елизавету и Джоанну, но, пытаясь спасти их от брака по расчёту, попадаются королю (скорее всего, это Генрих VIII). Им удаётся сбежать с казни с помощью Билли и Сократа, и они продолжают своё путешествие во времени. Вскоре они забирают Зигмунда Фрейда, Людвига ван Бетховена, Чингисхана, Жанну д’Арк и Авраама Линкольна. После небольшого вынужденного ремонта они снова попадают в 1988, но во вчерашний день, где встречают самих себя из прошлого.
Оставив исторических персонажей в торговом центре, чтоб они привыкли в современному миру, Билл и Тед идут за Наполеоном. Но обнаруживается, что Дейкон оставил его в боулинг-клубе вчерашним вечером. Друзья ищут Наполеона и находят развлекающимся в аквапарке «Ватерлоо». Вернувшись в торговый центр, парочка узнаёт, что отец Теда арестовал всех исторических личностей из-за хаоса, который они там устроили. Друзья понимают, что надо использовать машину времени, чтобы заполучить ключи от камер, и не попасться на глаза полицейским в участке. Все отправляются в школу, где организовывают доклад в виде рок-концерта. Доклад имеет оглушительный успех, и они проходят экзамен.
В конце Руфус посещает Билла и Теда на их «репетиции» в гараже и поздравляет со сдачей доклада, подарив им новые гитары. С ним приходят принцессы Елизавета и Джоанна, которых он спас от отца и познакомил с современным миром, и Руфус сообщает, что они тоже были в группе. Потом все четверо начинают играть, при том что ни один из них играть не умеет. Руфус поворачивается к камере и говорит: «Они научатся играть».

## В ролях
- Киану Ривз — Тед «Теодор» Логан
- Алекс Уинтер— Билл С. Престон
- Джордж Карлин — Руфус
- Терри Камиллери — Наполеон
- Дэн Шор — Билли Кид
- Тони Стидман — Сократ
- Род Лумис — Зигмунд Фрейд
- Альберт Лён — Чингисхан
- Джейн Уидлин — Жанна д’Арк
- Роберт В. Бэйрон — Авраам Линкольн
- Клиффорд Дэвид — Людвиг ван Бетховен
- Хэл Лендон младший — капитан Логан, отец Теда
- Берни Кейси — мистер Райан, учитель истории

## Съёмки
Фильм был снят в городе Финикс, штат Аризона, в 1987 году, в основном в окрестностях школы Коронадо в Скоттсдейле. Аквапарк «Ватерлоо» («Waterloo(p)») — это аквапарк Гольфланд Санплэш. В городе Сан Димас на самом деле есть аквапарк, но выглядит он по-другому. Торговый центр — это Метроцентр Финикса, но из-за капитального ремонта в наши дни он выглядит иначе, чем в фильме.
Фильм сняли и подготовили к выпуску ещё в 1987 году, но из-за банкротства главного дистрибьютора фильма, De Laurentiis Entertainment Group, проект был выпущен только в феврале 1989. Поэтому дату «нашего времени» в фильме заменили с «1987» на «1988».

### Начало «Билла и Теда»
Вначале создатели фильма, Эд Соломон и Крис Матесон, играли роли Билла и Теда на сцене, и тогда эта задумка называлась «Билл, Тед и Боб». Третьего персонажа потом убрали. Эд и Крис говорили, что Билл и Тед — это идеализированная версия их дружбы.

### Отличия от первичного сценария
В изначальном варианте сценария Руфусу должно было быть 27 лет, а в числе исторических персонажей, похищенных Биллом и Тедом, должен был быть Карл Великий, бейсболист Бейб Рут и не знаменитый персонаж по имени Джон-сёрфер.
Также в задумке создателей машиной времени должен был быть фургон Chevrolet 1969 года, но эта идея была отвергнута, так как была похожа на машину времени из трилогии «Назад в будущее». И, несмотря на получившуюся схожесть с ТАРДИС из британского научно-фантастического сериала «Доктор Кто», её стилизовали под американскую телефонную будку образца 1960-х годов.

## Сиквелы и последующая продукция

### Сиквелы
В 1991 году был снят сиквел — «Новые приключения Билла и Теда».
Также планировался выпуск третьего фильма, и был даже написан сценарий, но он не прошёл фазу пре-продукции, и эта идея была адаптирована для фильма 1996 года «Bio-Dome». В 2010 году Киану Ривз намекнул, что он вместе с Соломоном и Матесом работает над сценарием третьего фильма. В 2019 году начались съёмки третьей части, «Билл и Тед снова в деле», премьера которой произошла в 2020 году.

### Мюзикл
В 1998 году вышел мюзикл, названный «Музыкальное приключение Билла и Теда».

### Телевидение
Был создан мультсериал «Невероятные приключения Билла и Теда», причём первый и второй сезоны делались разными компаниями. Позднее был создан сериал из семи эпизодов.

### Комиксы
Адаптация сиквела в комиксы вышла одновременно со вторым фильмом. Комиксы выпускались компанией Marvel Comics.

### Видеоигры
Было выпущено несколько видеоигр на разных приставках, с сюжетом, очень отдалённым от фильма, и одна игра прямо по сюжету.

## Критика
Несмотря на то, что американский критик Леонард Молтин назвал этот фильм «дурацкой комедией, которой не суждено взлететь на подобающую высоту», лента 30-летнего Стивена Херека вчетверо превзошла в прокате США свой десятимиллионный бюджет, была продолжена в анимационном и игровом телесериалах, а через два года — в ещё более успешной в коммерческом отношении второй серии.